# Pan European Game Information
Pan European Game Information ou PEGI (em português: Informação Pan-Europeia de Jogos) é um sistema europeu de classificação de conteúdo de jogos electrónicos, e outros programas de entretenimento para computador ou outras plataformas. Entrou em vigor na primavera de 2003.
A participação é voluntária, a decisão cabe ao desenvolvedor. Para obter as classificações de qualquer programa, o desenvolvedor completa um questionário, que é então avaliado e as classificações são dadas. Há duas partes para a classificação de qualquer programa – uma idade mínima sugerida, e até sete descritores de conteúdo, como o uso de linguagem pesada, violência etc.

## Classificação
O PEGI possui cinco categorias etárias. Em Portugal, a legislação local entra em conflito com algumas das classificações, que foram alteradas de acordo. O mesmo problema aconteceu na Finlândia, mas as leis foram adaptadas no país e as classificações padrão do PEGI passaram a ser usadas a partir de 1 de janeiro de 2007. O mesmo aconteceu em Portugal a partir de 1 de fevereiro de 2021.
| Ícone         | Ícone     | Ícone          | Descrição |
| Antes de 2009 | 2009-2010 | Depois de 2010 | Descrição |
| 0 a 7         | 0 a 7     | 0 a 7          | 0 a 7 |
| ------------- | --------- | -------------- | --- |
|               |           |                | O conteúdo dos jogos com esta classificação é considerado adequado para todos os grupos etários. É aceitável alguma violência num contexto cómico (normalmente formas de violência como as dos desenhos animados Bugs Bunny ou Tom & Jerry). A criança não deverá conseguir associar as personagens no ecrã a personagens da vida real; devem ser personagens totalmente fantasiosas. O jogo não deve conter sons nem imagens que possam assustar ou amedrontar crianças pequenas. Não deve ser utilizada linguagem inapropriada.          |
|               |           |                | Anteriormente em Portugal |
|               |           |                | |
|               |           |                | Neste grupo etário, as crianças podem ser expostas a um pouco mais de violência. Contudo, esta violência tem ainda de ser direccionada para personagens fantasiosas não realistas. Qualquer jogo que fosse normalmente classificado como 3, mas que contenha cenas ou sons possivelmente assustadores, poderá ser considerado adequado nesta categoria. |
| 7 a 17        |           |                | |
|               | Abolido   | Abolido        | Anteriormente na Finlândia |
|               |           |                | Neste grupo etário, a criança pode ser exposta a violência de natureza ligeiramente mais explícita, desde que seja direccionada para personagens fantasiosas. Contudo, qualquer violência contra personagens de aspecto humano ou contra animais reconhecíveis deve continuar a ser não explícita. Poderá ser apresentada insinuação sexual, nudez velada ou de natureza ligeiramente mais explícita. Eventual linguagem inapropriada tem de ser suave e não pode conter expletivos sexuais.                                               |
|               | Abolido   | Abolido        | Anteriormente na Finlândia |
|               |           |                | Esta classificação é aplicável quando a apresentação de violência como por exemplo: assassinato, estigma/preconceito, ou actividade sexual alcança um nível semelhante ao expectável na vida real. Os jovens neste grupo etário também deverão conseguir lidar com linguagem chula forte, com o conceito da utilização de tabaco e drogas e com a representação de actividades criminais. |
| 18+           |           |                | |
|               |           |                | A classificação de adulto é aplicável quando o grau de violência alcança um nível em que representa violência extrema e/ou inclui elementos de tipos específicos de violência como por exemplo: crimes de ódio (discriminação), crueldade, apologia à violência, tortura, mutilação e suicídio. A violência extrema é a mais difícil de definir, pois em muitos casos pode ser muito subjectiva. Contudo, em termos gerais, pode ser classificada como representações de violência que provocariam um sentimento de repulsa no espectador. |
| Neutro        |           |                | |
|               |           |                | O rótulo OK do PEGI foi criado para cobrir este segmento, que está a crescer a um ritmo exponencial. Quando um pequeno jogo online disponível num website recebe o rótulo “PEGI OK”, significa que o jogo pode ser utilizado por jogadores de todos os grupos etários, porque não apresenta qualquer conteúdo potencialmente inadequado. |

### Identidade visual
O design actual foi introduzido no de 2010. Os rótulos pretos e brancos foram utilizados até Junho de 2009, quando os rótulos PEGI codificados por cores foram anunciados, com o verde para 4 e 6, laranja para 12 e 16 e vermelho para 18. Os sinais de mais foram removidos a partir dos rótulos. Este projecto foi ligeiramente alterado no 2010, removendo a marca d'água e adicionando a barra de URL abaixo do rótulo de classificação etária. Os jogos fabricados de 2010 ou antes ainda exibem principalmente os antigos projectos.

### Descritores de conteúdo
São usados sete descritores de conteúdo na classificação de jogos: linguagem obscena, discriminação, drogas, medo, sexo, violência e apostas.
| Ícone                            | Descrição         | Explicação | Idade correspondente |
| -------------------------------- | ----------------- | --- | -------------------- |
|                                  | Violência         | O jogo contém representações de violência. |                      |
|                                  | Linguagem obscena | O jogo contém linguagem obscena. |                      |
|                                  | Medo              | O jogo pode ser assustador para crianças pequenas. |                      |
|                                  | Sexo              | O jogo retrata a nudez e/ou comportamento sexual ou referências sexuais. |                      |
|                                  | Drogas            | O jogo refere-se a, ou retrata, o uso de drogas. |                      |
|                                  | Apostas           | Jogos que encorajam ou ensinam a apostar. |                      |
| Ficheiro:PEGI Discrimination.svg | Discriminação     | O jogo contém representações de discriminação, ou material susceptível de a encorajar. |                      |
|                                  | Online            | O jogo pode ser jogado online. Foi utilizado pela primeira vez em 29 de setembro de 2006, no jogo 42 All-Time Classics. Foi descontinuado em julho de 2015, visto que a maioria dos jogos e todos os consoles permitem interações online. Ainda aparece para jogos classificados antes de julho de 2015.                                                             |                      |
|                                  | Compras em Jogo   | O jogo possui opção para comprar itens como armas, músicas etc com dinheiro real. Foi incluido em agosto de 2018 e pode aparecer em jogos classificados desde então. Jogos classificados após abril de 2020 que contenham as chamadas loot boxes, receberão abaixo dos descritores de conteúdo a frase "Includes Paid Random Items" (Inclui Itens Pagos Aleatórios). |                      |

## Estatísticas
Em Dezembro de 2013, o PEGI classificou mais de 21.800 jogos.
De todos os jogos classificados em 2013 (1542 jogos no total)
| Percentagem | Número de jogos | Descritor de conteúdo                          |
| ----------- | --------------- | ---------------------------------------------- |
| 59%         | 916             | Violência                                      |
| 29%         | 458             | Online                                         |
| 22%         | 340             | Linguagem obscena                              |
| 10%         | 159             | Medo                                           |
| 3,5%        | 55              | Sexo                                           |
| 1,5%        | 23              | Apostas                                        |
| 0,7%        | 11              | Drogas                                         |
| 0,0%        | 0               | Ficheiro:PEGI Discrimination.svg Discriminação |

Ver Estatísticas de 2013.

## PEGI Online
PEGI Online é um novo aditamento ao sistema PEGI. Tem por objectivo oferecer aos jovens na Europa protecção acrescida contras conteúdos inadequados de jogos, bem como ajudar os pais a compreenderem os riscos e os danos potenciais deste ambiente. 
PEGI Online baseia-se em quatro pilares:
- O Código de Segurança PEGI Online (POSC, PEGI Online Safety Code) e o Contrato Quadro, que é assinado por todos os participantes;
- O logótipo PEGI Online, que é apresentado pelos titulares de uma licença;
- O nosso website dedicado, para candidatos e para o público em geral;
- Um processo independente de administração, aconselhamento e resolução de conflitos.

O Logótipo PEGI Online aparece na embalagem do jogo (caso este seja vendido em CD/DVD) ou no próprio website do jogo. O Logótipo indica se o jogo pode ser jogado online, e se esse jogo ou site em particular estão sob o controlo de um operador que se preocupa com a protecção dos jovens. 
Os jogos que não se destinam a ser jogados online, mas em consolas ou num computador, continuarão a ser classificados com base no sistema PEGI actual ou em outros sistemas de classificação europeus reconhecidos.

## Onde é usado
Além de 31 países europeus, o sistema PEGI também é reconhecido em Israel, nos Emirados Árabes Unidos e na África do Sul. Segue abaixo uma lista dos países em que o PEGI é válido oficialmente.
| País          | Formalmente reconhecido | Legalmente aplicadas? | Classificação local | Nota |
| ------------- | ----------------------- | --------------------- | ------------------- | --- |
| Áustria       | Sim                     | Parcialmente          |                     | A Áustria utiliza o sistema PEGI desde Abril de 2003. |
| Bélgica       | Sim                     | Não                   |                     | Suporta oficialmente o PEGI, mas não existe uma base legislativa específica. |
| Bulgária      | Sim                     | Não                   |                     | |
| Chipre        | Sim                     | Não                   |                     | Suporta oficialmente o PEGI e é representado no Conselho do PEGI, mas não existe uma base legislativa específica. |
| Dinamarca     | Sim                     | Não                   |                     | Suporta oficialmente o PEGI e é representado no Conselho do PEGI, mas não existe uma base legislativa específica. |
| Estónia       | Sim                     | Não                   |                     | Suporta oficialmente o PEGI e é representado no Conselho do PEGI, mas não existe uma base legislativa específica. |
| Finlândia     | Sim                     | Sim                   | VET/SFB             | O VET/SFB é utilizado na ausência do PEGI. |
| França        | Sim                     | Não                   |                     | A França adaptou a legislação para tornar a classificação dos jogos de vídeo com etiquetas de idade obrigatória. |
| Alemanha      | Não                     | Não                   | USK                 | O USK é legalmente utilizado. O PEGI pode ser encontrado nalguns jogos com a USK. |
| Grécia        | Sim                     | Não                   |                     | |
| Islândia      | Sim                     | Não                   |                     | O PEGI é oficialmente suportado e as classificações etárias são obrigatórias para os jogos de vídeo por lei. |
| Israel        | Sim                     | Não                   |                     | O PEGI foi adoptado por lei como o sistema de classificação obrigatória para jogos de vídeo em Israel. |
| Irlanda       | Sim                     | Não                   | IFCO                | As classificações do PEGI são eliminados da classificação obrigatória pela IFCO, que adota o sistema PEGI, mas ainda tem poderes legais para proibir certos conteúdos de jogos de vídeo a partir do mercado.                                         |
| Itália        | Sim                     | Não                   |                     | Suporta oficialmente o PEGI e é representado no Conselho do PEGI, mas não existe uma base legislativa específica. |
| Letónia       | Sim                     | Não                   |                     | |
| Lituânia      | Sim                     | Não                   |                     | A legislação lituana adopta o PEGI que está isento de classificação obrigatória com símbolos nacionais em geral. Ambas as classificações são impostas pelo código penal como o de Novembro de 2010.                                                  |
| Luxemburgo    | Sim                     | Não                   |                     | Suporta oficialmente o PEGI e é representado no Conselho do PEGI, mas não existe uma base legislativa específica. |
| Malta         | Sim                     | Não                   |                     | As classificações do PEGI ainda não são aplicadas em Malta, mas têm intenções para apoiar o PEGI como um sistema de auto-regulação. |
| Noruega       | Sim                     | Sim                   |                     | Suporta oficialmente o PEGI e é representado no Conselho do PEGI, mas não existe uma base legislativa específica. |
| Países Baixos | Sim                     | Sim                   |                     | O PEGI é oficialmente adoptado e a legislação está em vigor para aplicar a classificação etária em lojas onde os jogos de vídeo são vendidos. |
| Polónia       | Sim                     | Não                   |                     | As classificações do PEGI ainda não são aplicadas em Malta, mas têm intenções para apoiar o PEGI como um sistema de auto-regulação. |
| Portugal      | Sim                     | Sim                   | IGAC                | O PEGI foi oficialmente adoptado pela Inspecção Geral das Actividades Culturais |
| Reino Unido   | Sim                     | Sim                   |                     | O PEGI foi adoptado em Setembro 2009. Ele precede à BBFC e no final de 2003, a ELSPA. |
| Chéquia       | Sim                     | Não                   |                     | |
| Roménia       | Sim                     | Não                   |                     | |
| Rússia        | Não                     | Não                   |                     | Utilizado apenas em jogos para consolas e PC, em caso de fabricante estrangeiro. |
| Eslováquia    | Sim                     | Não                   |                     | A lei de imprensa eslovaca obriga os distribuidores a marcar jogos com rótulos etários nacionais. |
| Eslovénia     | Sim                     | Não                   |                     | Oficialmente suportado. Não existe mais nenhuma necessidade de restrições adicionais devido ao baixíssimo histórico de incidentes relacionados aos jogos.                                                                                            |
| Espanha       | Sim                     | Não                   |                     | |
| Suécia        | Sim                     | Não                   |                     | Suporta oficialmente o PEGI e é representado no Conselho do PEGI, mas não existe uma base legislativa específica. |
| Suíça         | Sim                     | Não                   |                     | Os vendedores são obrigados a assinar um código de conduta em que eles são obrigados a fazer cumprir as restrições de idade do PEGI. Se uma classificação PEGI é inexistente para um produto, as classificações para o sistema alemão USK prevalece. |
| Hungria       | Sim                     | Não                   |                     | |

### Outros países
| País    | Formalmente reconhecido | Legalmente aplicadas? | Classificação local | Nota |
| ------- | ----------------------- | --------------------- | ------------------- | --- |
| Canadá  | Não                     | Não                   | ESRB                | Alguns jogos de língua francesa vendidos no Quebeque e outras comunidades francófonas, principalmente as que são importados da França. |
| Ucrânia | Não                     | Não                   |                     | O PEGI tem apenas recomendação (Sem restrições de rotulagem)                                                                           |